# Backbone.js
Backbone.js是一套JavaScript框架與RESTful JSON的應用程式介面。也是一套大致上符合MVC架構的編程範型。Backbone.js以輕量為特色，只需依賴一套Javascript 函式庫即可運行。常被用來開發單頁的網際網路應用程式，以及用來維護網路應用程式的各種部份（例如多使用者與伺服器端）的同步。Backbone.js是由Jeremy Ashkenas所開發，他同時也是CoffeeScript的開發者。

## 使用
下列這些網站皆使用了Backbone.js。
- Sony Entertainment Network
- BitTorrent.com
- Digg [6]
- Flixster
- LinkedIn Mobile
- NewsBlur [7]
- Pinterest

## 外部連結
- 官方網站（页面存档备份，存于）（英文）